# Пощёчина (фильм, 1980)
«Пощёчина» (арм. Կտոր մը երկինք [кусочек неба]) — основанный на рассказе  «Светло-голубые цветы» Ваана Тотовенца фильм, вышедший в 1980 году.

## Сюжет
Осиротевшего маленького Торика берёт на воспитание бездетная супружеская чета — тётя мальчика Турванда и её муж, шорник Григор. После смерти приёмного отца, Торик остаётся вдвоём с Турвандой, зарабатывая на жизнь ремеслом, которому обучил его Григор-ага. Юноша повзрослел, пришло время создать собственную семью, но ему отказывают родители всех девиц на выданье, даже семейство золотаря (чистильщика выгребных ям), считая Торика недостойным женихом по причине его непрестижной профессии шорника.
Как-то в город прибывают проститутки, и к ним по ночам тайком ходят почти все здешние мужчины, включая самых уважаемых глав семейств. Торик, познакомившись с одной из работниц публичного дома, берёт её в жёны и приводит к себе домой. На вопрос приёмной матери, как он мог выбрать девушку «из того дома», Торик объясняет: Анжел сирота, как и я. Горожане осуждают странный выбор Торика, но он готов пойти на всё ради своего счастья. Священник пытается «вразумить» молодого человека: дескать, община его не поймёт и осудит. На это Торик отвечает встречным вопросом-претензией: а где была эта самая община, когда ему было тяжело и одиноко, когда он был несчастен?! Эта самая община, которая сейчас по-фарисейски озаботилась приличиями!
И когда один из приятелей Торика на улице громко объявляет, что его друг женился на падшей женщине, Торик даёт ему пощёчину и, наняв извозчика, велит тому ехать к городским баням, громогласно объявив: «Моя госпожа сегодня едет в баню!». И демонстративно игнорирует ворчание по этому поводу и осуждающие взгляды нескольких горожан, стоящих поблизости. В нанятом экипаже он с гордо поднятой головой везёт свою жену и мать по городу.

## В ролях
- Фрунзик Мкртчян — Григор-ага
- Софико Чиаурели — Турванда, тётя и приёмная мать Торика
- Ашот Адамян — Торик
- Галина Беляева — Анжел
- Тигран Восканян — Торик в юношестве
- Арсен Куюмджян — Торик в детстве
- Аршавир Гедакян — Асатур
- Армен Хостикян — Купец
- Наталья Крачковская — проститутка
- Мелине Амамджян — Мариам
- Азат Шеренц — святой отец
- Александр Галибин — Саша

## Съёмочная группа
- Режиссёр: Генрих Малян
- Авторы сценария: Степан Аладжаджян, Генрих Малян
- Оператор: Сергей Исраэлян
- Художник: Рафаэл П. Бабаян
- Композитор: Тигран Мансурян
- Монтаж: А. Мелконян

## Награды
- За роль в фильме «Пощёчина» — грузинская актриса Софико Чиаурели получила звание народной артистки Армении.[1]
- Фильм отмечен на кинофестивале в Сан-Ремо[2].
- Приз за лучшую режиссуру на ВКФ в 1981 году[3]